# تستاکسل
تستاکسل(به انگلیسی: Tesetaxel) یک تاکسان خوراکی است که به عنوان داروی شیمی درمانی برای انواع مختلف سرطان، از جمله سرطان پستان، سرطان معده، سرطان روده بزرگ، و سایر تومورهای جامد مورد بررسی قرار گرفته‌است. تفاوت این دارو با سایر تاکسان‌ها (به عنوان مثال پاکلیتاکسل یا دوسه‌تاکسل) در این است که این دارو از راه خوراکی و نه از راه وریدی، تجویز می‌شود.